# Pseudognaphalium ramosissimum
Pseudognaphalium ramosissimum là một loài thực vật có hoa trong họ Cúc. Loài này được (Nutt.) Anderb. miêu tả khoa học đầu tiên năm 1991.